# Adelsö
 (décembre 2023).
Si vous disposez d'ouvrages ou d'articles de référence ou si vous connaissez des sites web de qualité traitant du thème abordé ici, merci de compléter l'article en donnant les références utiles à sa vérifiabilité et en les liant à la section « Notes et références ».
Adelsö est une île située sur le lac Mälar, dans la commune d'Ekerö, en Suède. Elle compte 700 habitants permanents.

## Géographie
Le paysage  de l'île se compose de collines couvertes de pins et les crêtes rocheuses parsemées de champs et d'arbres feuillus, surtout le chêne. Le point culminant est le mont Adelsö Kunsta, qui culmine à 53,2 m.

## Histoire
L'histoire d'Adelsö a commencé à l'âge de la pierre. À cette époque, Adelsö était constituée de petites îles qui émergeaient de la mer à la fin de l'ère glaciaire. Le lac Mälar, un lac d'eau douce, n'existait pas encore, de sorte que les écueils qui allaient devenir Adelsö se trouvaient sous la mer Baltique.
La pêche, la chasse aux oiseaux et aux phoques ont créé les bases de la vie des habitants de l'île. Des tombes du début et de la fin de l'âge de pierre existent, mais la plupart des tombes datent de l'âge de fer, principalement de l'âge viking. Il y a également deux anciennes collines (fornborgar) sur Adelsö; l'une d'elles, située sur Skansberget près de Stenby, est exceptionnellement bien préservée. 
Le site archéologique de l'époque Viking de Hovgården, inscrits au patrimoine mondial de l'UNESCO, se trouve sur la côte sud-est de l'île. L'île possède déjà des tertres funéraires datant du VIIe siècle ce qui permet de supposer une occupation par des élites et probablement les rois svears.
Dans la dernière partie du XIIe siècle, une église chrétienne a été construite à côté de Hovgården. Les fils de Birger Jarl ont construit Alsnö hus, un splendide château où le roi Magnus Ier a assemblé en 1279 la Réunion d'Alsnö. Lors de cette réunion, l'ordonnance d'Alsnö a été établie, introduisant les privilèges de la noblesse suédoise.
Au Moyen Âge, Alsnö hus servait de palais d'été pour les rois et les gouverneurs, mais il tomba plus tard en ruine. Ce qui reste du château et de plusieurs tombes près de Hovgården a été fouillé lors de fouilles archéologiques menées entre 1916 et 1926.

## Démographie
Adelsö compte environ 700 résidents permanents, un nombre qui est resté assez stable au fil des siècles. De nombreux résidents se rendent à Stockholm pour y travailler, mais il y a aussi des agriculteurs et des pêcheurs. Pendant les mois d'été, l'île est très appréciée des touristes.

## Transports
Des bus relient le terminal de bus de Brommaplan au centre de Bromma, à Sjöängen sur Munsö. De là, un ferry à câble pour véhicules, traverse la ville pour rejoindre Adelsö.